# Josip Kalčič
Josip Kalčić (Trniče kod Maribora, 12. veljače 1912. - Beograd, rujan 1995.) - slovenski, hrvatski i srpski skladatelj i dirigent, pionir elektronske glazbe i profesor. Rođen je 1912. kod Maribora, u tadašnjoj Austro-Ugarskoj, a umro 1995. u Beogradu. Dobitnik je brojnih nagrada, priznanja i odlikovanja.

## Mladost i studij glazbe
Josip Kalčić rodio se kao Jože Kalčič 12. veljače 1912. u Trničama kod Maribora. Bio je četvrti od sedmero braće.
Sa šesnaest godina počeo je pjevati u crkvenom zboru. 1929. godine polagao je prijemni ispit za orguljašku školu u Celju i istovremeno se upisao u školu Glazbene matice: za violinu kod Karla Sancina i klavir kod Dušana Sancina. Orguljašku školu završio je 1932. godine i odmah se upisao na Konzervatorij u Ljubljani. Primio ga je Matej Hubad, direktor i otac Sama Hubada koji je u to vrijeme s njim studirao. Imao je odlične profesore; iz klavira Lucijana Marija Škerjanca, iz kontrapunkta Slavka Osterca, iz dirigiranja Danilu Švara i druge.
U Ljubljani dobio je namještenje u samostanu na Viču kao zborovođa i orguljaš te organizator koncerata. Tada je napisao i prvu skladbu posvećenu Sv. Josipu.
Odmah poslije diplomskog ispita na Konzervatoriju u Ljubljani 1936. godine, upisao se na Muzičku akademiju u Zagrebu.  
Glavni predmet orgulje predavao mu je Franjo Lučić. Klavir i dirigiranje predavao mu je e Mladen Pozaić, zborsko pjevanje Zlatko Grgošević, harmoniju i male skladbene forme Fran Lhotka, a kontrapunkt i fugu Franjo Dugan. Diplomirao je na nastavničkom odsjeku 1940 godine.
Profesor Lučić mu je pomogao da se zaposli u Senju u konviktu "Ožegovićanum“ gdje je bio zborovođa i nastavnik klavira, violine i harmonike. Tu je prvi put nastupio kao pijanist Chopenovim valcerom u Es dur. U Senju bio je do travnja 1941 godine, kada je izbio rat. 
Vratio se u Zagreb i tu mu je opet profesor Lučić pomogao da bude primljen u Učiteljsku školu u Križevcima kao suplent. Odmah je osnovao veliki zbor učenika koji je često pjevao u crkvi, a on je svirao orgulje. Župnik je time bio vrlo zadovoljan pa mu je kasnije, kada je bio u nevolji, pomogao da spasi život, koji je bio ugrožen od strane ustaša.
U Križevcima se povezao s aktivnim suradnicima Narodno oslobodilačkog pokreta i kao takav bio uhapšen od ustaške policije·početkom svibnja 1944. godine i prebačen u zloglasni ustaški zatvor u Zagrebu. Odatle su ga poslali prvo u koncentracijski logor Stara Gradiška, a zatim u logor Jasenovac.
Njegovi prijatelji izvukli su ga iz logora u proljeće 1945. godine kada su ga poslali u Zagreb radi obnove procesa. Tamo je prebolio tifus i dalje se liječio od totalne avitaminoze. Pred kraj rata, kada je sve već bilo u rasulu, izišao je iz bolnice i otišao u Križevce, koje su uskoro oslobodili partizani.

## Glazbeni djelatnik i dirigent
Odmah su ga uključili u Narodno oslobodilački odbor, gdje je bio pročelnik za prosvetu. Premješten je u Zagreb na Partizansku gimnaziju. U jesen 1946. godine, na traženje Saveznog komiteta za znanost i kulturu, poslat je u Temišvar na manjinsku gimnaziju kao zborovođa Srpskog pjevačkog društva. Po povratku iz Temišvara zadržan je u Komitetu za znanost. 1950. godine premješten je u Radio Beograd kao zamjenik glavnog urednika glazbenog programa, a 1953. godine postao je glavni urednik. Za to vrijeme imao je i druge funkcije: bio je član Sekretarijata Kulturno prosvjetnog vijeća Jugoslavije, predsjednik Muzičke komisije Jugoslavenske radio difuzije, član više Savjeta, samoupravnih organa vlasti i kulture u Beogradu, najprije kao direktor Savezne poslovnice za kulturne priredbe Jugokoncert, a 1948. godine imenovan je za inspektora glazbenih škola u Jugoslaviji.
Pored dužnosti na radnom mjestu i društvenom radu, bio je aktivan i na polju glazbe. U Beogradu bio je dirigent amaterskih zborova „Branko Krsmanović“ i „Lola Ribar“ s kojim je išao na turneju po Hrvatskoj i Sloveniji 1949. godine.  Dirigirao je i profesionalnim zborom Radio Beograda s kojim je imao javne koncerte u Beogradu, Grazu i u Istanbulu. Također je dirigirao i Radio orkestrom i zborom prilikom snimanja njegove skladbe „Anagram“.
Odlikovan je Ordenom rada s Crvenom zastavom. 

## Skladatelj suvremene glazbe
Kao skladatelj pojavio se u javnosti dosta kasno, ali je ušao u svijet glazbe vrlo uspješno. Kantata  "Dani u tami" izvedena je premijerno na Međunarodnom festivalu u Zagrebu: Muzički bienale izvođači: Zbor i simfonijski orkestar Radio Beograd. 
Poslije toga mnoge njegove skladbe izvođene su na međunarodnim i domaćim festivalima: Muzički bijenale Zagreb, Beogradske muzičke svečanosti BEMUS, Međunarodni festival eksperimentalne glazbe u Bourgeu, Jugoslovenska muzička tribina u Opatiji.
Dobio je 15 nagrada za glazbeno stvaralaštvo: 1. nagradu BEMUS-a za skladbu „Tri pokreta“ za simfonijski orkestar, nagradu Jugoslavenske radiotelevizije za skladbu „Anagram", zatim osam nagrada na natječajima Udruženja skladatelja Srbije i pet nagrada na natječajima Radio Beograda.
Skladao je ukupno 575 skladbi, od toga je snimljeno 35 za Radio Beograd i jedna u elektronskom studiju Češkog radija u Plzenu. Snimci su emitirani na svim jugoslavenskim  i na većini europskih radiostanica. 
Na long play pločama RTB-a objavljene su skladbe: "Ljudskoj solidarnosti'" - kantata, "Nokturno“ za mješoviti zbor i instrumentalni ansambl i "Duboki do" - elektronička glazba.

## Privatan život
Josip Kalčić živio je u Beogradu sa ženom Natalijom Bijelić, kćerkom Ljerkom i unukom Boškom.
Umro je u rujnu 1995. u Beogradu.

## Navođenje izvora
„Fotografija s dopuštenjem preuzeta iz Leksikona jugoslavenske muzike, sv. 1. Jugoslavenski leksikografski zavod „Miroslav Krleža", Zagreb 1984."

## Vanjske poveznice
Radiotelevizija Srbije: Josip Kalčić i njegov balet "Svjetlost" (1976)
Josip Kalčić: Nokturno (miješani zbor RTV Beograd, dirigent Borislav Simić)
Josip Kalčić: Duboki do (eksperimentalna muzika / musique concrète)
Josip Kalčić: Phonochronia (Simfonijski orkestar RTV Ljubljana, dirigent Darijan Božič)
Josip Kalčić: Tri simfonijska stava za stotinu (Orkestar beogradske filharmonije, dirigent Oskar Danon)